# Jedrsko-termalna raketa
Jedrsko-termalna raketa (ang. Nuclear Thermal Rocket) je način pogona vesoljskih plovil. Jedrski reaktor segreje inertno reakcijsko maso, po navadi tekoči vodik do visoke temperature, ki potem ekspandira skozi šobo in tako proizvaja potisk. Potrebno energijo proizvaja jedrski reaktor, za razliko od kemičnih raket, kjer je gorivo in oksidator vir energije. Jedrskotermične rakete delujejo z večjim izkoristkom, specifični impulz je dvakrat večji kot pri kemičnih raketah. Gros teža jedrske rakete, je približno polovica kemične rakete, če se uporablja kot zgornja stopnja se lahko uporaben tovor poveča 2-3 krat.